# Assalti Frontali
Assalti Frontali est un groupe italien de hip-hop, originaire de Rome.

## Histoire
Assalti Frontali naît en novembre 1990 des cendres du collectif musical romain Onda Rossa Posse (ORP), né à la fin des années 1980 au sein de la station de radio romaine Radio Onda Rossa. Le 15 juin 1990, ils sortent le mini-album Batti il tuo tempo, le premier disque du groupe et l'un des tout premiers disques de hip-hop chantés en italien.
Assalti Frontali est le nom choisi pour le label qui s'occupera des productions discographiques de l'Onda Rossa Posse. Peu après la sortie du disque, en septembre 1990, l'Onda Rossa Posse se dissout : Assalti Frontali devient le nom du nouveau groupe, dirigé par Militant A.
En 1994 sort le documentaire Batti il tuo tempo, consacré aux débuts du hip-hop italien et à la naissance de leur groupe.
La relation avec Simonetta Salacone à l'école Iqbal Masih de Centocelle, extraordinaire laboratoire d'inclusion, a conduit Militant A à entrer dans les écoles, à élargir son langage et à s'adresser aux enfants en démarrant une nouvelle activité : les ateliers de rap, ateliers organisés dans les écoles de toute l'Italie jusqu'au Liban à la frontière de la Syrie à Tripoli dans le quartier de Bab et Tabbaneh avec le projet européen Singing for Peace en février 2017.

## Discographie

### Albums studio
- 1992 : Terra di nessuno
- 1996 : Conflitto
- 1999 : Banditi
- 2004 : Hic Sunt
- 2006 : Mi sa che stanotte...
- 2008 : Un'intesa perfetta
- 2011 : Profondo rosso
- 2016 : Mille gruppi avanzano
- 2022 : Courage
- 2024 : Notte Immensa

### Albums de remix
- 1996 : Assalti Frontali Remix
- 2000 : Banditi 2000
- 2005 : HSL-R

### Compilations
- 2012 : Let's Go. Senza lotta non so essere felice
- 2020 : 1990-2020

### Singles
- 1993 : Sud
- 1997 : In movimento
- 2017 : Piazza Indipendenza
- 2018 : Fino all'alba
- 2019 : Simonetta
- 2020 : Fuoco a Centocelle
- 2024 : Fanculo ci siamo anche noi

### Compilation
- 2007 : Diritti N.O.N Umani: brano - Mi sa che stanotte[4]

### Cassette
- 1991 : Baghdad 1.9.9.1.
- 1993 : Fuori da Rebibbia (27-6-1993)

## Distinctions
- 1994 : Ciak d'oro, « meilleure bande-son » pour Sud[5]